# Cozumelvireo
Cozumelvireo (Vireo bairdi) är en art i familjen vireor.

## Utbredning och habitat
Fågeln är endemisk för Mexiko. Dess naturliga habitat är torra tropiska eller subtropiska skogar och degraderade, det vill säga återuppväxande, tidigare skogar. 

## Status
IUCN kategoriserar den som nära hotad.

## Namn
Fågelns vetenskapliga artnamn hedrar den amerikanske ornitologen Spencer Fullerton Baird (1823-1887).